# هد اند شولدرز
هد اند شولدرز (به انگلیسی: Head & Shoulders) یک نام تجاری از شامپو ضد شوره سر تولید شده توسط پروکتر اند گمبل است.

## تاریخچه
محققان شرکت پروکتر اند گمبل برای اولین بار در سال ۱۹۵۰ تصمیم به ساخت شامپو جدید ضد شوره سر گرفتند. آن‌ها پس از نزدیک به یک دهه تحقیق، موفّق به ساخت فرمولی جدید شدند که بر روی شامپو قرار می‌گرفت. هد اند شولدرز اوّلین بار در ماه نوامبر ۱۹۶۱ به بازار آمریکا معرفی شد.